# Microgame (gioco)
Un microgame (a volte scritto MicroGame) è gioco da tavolo o wargame confezionato in una confezione di dimensioni ridotte ad un prezzo molto economico. Questo tipo di giochi ha goduto di una certa popolarità negli anni ottanta.
Il termine in generale si riferisce a giochi o wargame confezionati e venduti con la mappa o tavoliere di gioco stampati come libretto o come un grande foglio ripiegato fino a dimensioni tascabili (circa 10x18 cm). I componenti di gioco (gettoni e pedine erano stampati su fogli di cartoncino leggero che i giocatori dovevano ritagliare da soli. In alcuni casi erano stampati su cartoncino spesso pretagliato come per i normali wargame. Generalmente erano confezionati all'interno di buste di plastica o di carta, la Steve Jackson Games usava invece delle confezioni in plastica rigida (pocket box).
Il termine è stato usato per la prima volta dalla Metagaming Concepts per la pubblicazione del wargame Ogre, MicroGame #1 nel 1977, anche se erano già stati pubblicati wargame e giochi da tavolo in confezioni minime, come per esempio la Micro Series Games della Tabletot Games
Tra gli editori che hanno pubblicato giochi in questo formato ci sono:
- Cheapass Games
- Fat Messiah Games
- Game Designers' Workshop
- Metagaming Concepts
- Microgame Design Group
- Operational Studies Group
- Simulations Publications
- Steve Jackson Games
- Tabletop Games
- Task Force Games
- Tri Tac Games
- TSR